# Беотија
Беотија (грч. Βοιωτία) била је једна од традиционалних области античке Грчке, северно од источног дела Коринтског залива.  На југу се граничила са Атиком и Мегаридом, на северу са Локридом Опунтском и Еурипским мореузом, а на западу с Фокидом. Копаидско језеро је било велико језеро које се налазило у средишту Беотије.
Данашња Беотија - Префектура Беотија - је данас округ модерне грчке државе и обухвата отприлике исто подручје (погледати: Округ Беотија).

## Митологија
Беотија је имала битну улогу у грчкој митологији, пре свега град Теба, а са својим кадмејским становништвом, у грчким митовима је представљена као важан центар војне моћи. Орхомен, родни град Минијаца, помиње се као веома значајан трговачки центар, а Теба је била и родно место митскога јунака Херакла.

## Историја

### Легенда о Беотеји
Граја (грч. Γραία), што значи „стара” или „древна”, била је најстарији град у Грчкој, а Граикос (грч. Γραικός), „Грк” или „грчки”, повезују с термином „Граја”.
По Аристотелу град је основан пре великог потопа, а подаци о пореклу града Гаје налазе се и на мермерном натпису из периода између 267. и 263. године пре нове ере, познатом под именом „Парска хроника”, који је откривен 1687. године, који се чува у Охфорду и на Паросу. Град Граја помињу и Хомер, Паусанија и Тукидид.

### Архајско доба
Археолошка истраживања која су спроведена на територији Беотије, нарочито у области Копаидског језера, као и на простору града Орхомена, открила су многобројне споменике микенске културе. Испод слојева микенске културе је пронађен и неолитски слој из трећег миленија старе ере.
У многобројним митовима који се односе на Беотију, поред великог броја најстаријих племена који су настањивали Беотију, помињу се и Минији, а у 8. веку старе ере, Беоћани су народ који је говорио „беотским дијалектом”.
Најзначајније насеље је било Орхомен и Теба, о којој се говори као о значајном центру који је касније покорио насеље Орхомен. 
Према Тукидиду, становништво Беотије дошло је из Тесалије, мада се он ограђује од ове тврдње, са напоменом да је известан део Беоћана још од раније становао у овој области. Вероватније је, да је сеоба из Тесалије, у мањој мери утицала на унутрашњи развој Беотије.
У Беотији, захваљујући посебном економском развоју ове области, није било социјалних преврата тако карактеристичних за развој грчких полиса у 7. и 6. веку пре нове ере. У плодној Беотији основу привреде је чинила земљорадња, посебно узгој житарица, и поред промене економских услова до које је дошло у то време у већем делу Грчке. Било је развијено и сточарство, а како јетрговинска размена зависила само од пољопривредних производа, јер је занатство било слабо развијено, и у Беотији је дошло до социјалних раслојавања и порасти имовинске неједнакости.
Ради очувања обрадивих површина додељених сељацима, законодавство је предвиђало ванредне мере. Према Аристотелу, тебански законодавац по имену Филолај прописао је почетком 7. века пре нове ере да, ако се у некој породици рађа више деце него што износи број деоница које јој стоје на располагању, тада је отац дужан, под претњом смртне казне, да прекобројно дете не одгаја сам, већ да га преда неком другом, тј. ономе, ко за њега буде хтео да плати бар мали износ. То симболично плаћање представљало је остатак некадашње продаје у ропство.
Пре грчко-персијских ратова власт у градовима у Беотији налазила се у рукама аристократа који су вукли порекло од пет великашких родова. Преци четири од пет родова су се звали „Спарти” или „посејани”, јер су, према предању о митском оснивачу Тебе, хероју Кадму, израсли из змајевих зуба које је посејао Кадмо.

### Беотски савез
Политички живот Беотије је карактеристичан по савезу беотских полиса, у коме је руководећа улога припадала Теби, највећем беотском граду. Постојање Беотског савеза је важана чињеница у историји Грчке. У Беотији је постојала амфиктионија, тј. савез суседних полиса који је склопљен ради што боље и ефикасније заштите заједничких светилишта - храма Посејдона и храма Атене Итонске.
Племство које се налазило на челу Теба вршило је сталан притисак на грађане града, а тлачило је и остале беотске полисе, те је то и био узрок да се од Тебе одвоје градови - полиси Елеутера и Платеја и да пређу на страну Атине.
Спартански суд који је одлучивао о сукобу полиса, признао је Платеји право на независност од савеза, јер је и Спарта настојала да омете свако удруживање полиса.
Владавина Тебе изазвала је у Беотији велику одбојност према тебанском племству, што је и навело Беотију да у савезу са Персијанацима потражи подршку у борби против Тебе.